# Ashikaga Yoshiteru
Ashikaga Yoshiteru (tiếng Nhật: 足利 義輝, Túc Lợi Nghĩa Huy; 31 tháng 3 năm 1536 — 17 tháng 6 năm 1565) là shogun thứ 13 của Mạc phủ Ashikaga ở Nhật Bản, nắm quyền từ năm 1546 đến năm 1565.